# Grammonota semipallida
Grammonota semipallida är en spindelart som beskrevs av James Henry Emerton 1919. Grammonota semipallida ingår i släktet Grammonota och familjen täckvävarspindlar. Inga underarter finns listade i Catalogue of Life.